# Norbert Bonvecchio
Norbert Bonvecchio, né le 14 août 1985 à Trente est un athlète italien, spécialiste du lancer du javelot.
Il est champion national en 2014 et 2015. Il termine 3e de la Coupe d'Europe hivernale des lancers 2016 à Arad.
Son record personnel est de 80,37 m, 5e meilleure mesure italienne. Le 15 juin 2016, il lance le javelot à 79,21 m à Conegliano.